# Anadara baughmani
Anadara baughmani är en musselart som beskrevs av Leo George Hertlein 1951. Anadara baughmani ingår i släktet Anadara och familjen Arcidae. Inga underarter finns listade i Catalogue of Life.